# Anders Zachariassen
Anders Zachariassen (4. rujna 1991.), danski rukometni reprezentativac. Sudjelovao na svjetskom prvenstvu 2019. godine. 
Od većih reprezentativnih uspjeha izdvaja se osvajanje svjetskog naslova 2019. gdje je Danska bila jedan od suorganizatora.